# 낙성초등학교
낙성초등학교는 대한민국 전라남도 보성군에 있는 공립 초등학교이다.

## 학교 연혁
- 1940년 4월 20일: 벌교남교 부설 낙성간이학교
- 1942년 3월 31일: 낙성국민학교 인가 개교

## 학교 동문
이 학교는 대전상원초등학교와 함께 남교사(男敎師)가 없다

## 참고 자료
- 낙성초등학교 - 한국교육학술정보원 학교알리미